# ONE PIECE ブルックスペシャルCD ブルックと麦わら海賊団の音楽会
『ONE PIECE ブルックスペシャルCD ブルックと麦わら海賊団の音楽会』（ワンピース ブルックスペシャルシーディー ブルックとむぎわらかいぞくだんのおんがくかい）は、テレビアニメ『ONE PIECE』のサウンドトラック。

## 概要
- テレビアニメ『ONE PIECE』のサウンドトラックで、ブルックが歌っているキャラクターソングの『ビンクスの酒』なども収録されている。
- CDジャケットには麦わらの一味が描かれている。

## 収録曲
1. フランキーのテーマ A
2. フランキーのテーマ B
3. フランキーのテーマ C
4. ブルックのテーマ
5. 麦わらの一味の日常
6. ゴーストアイランドの冒険
7. ブルックの戦闘 A
8. ブルックの戦闘 B
9. 麦わら一味の戦闘
10. ブルックのアイキャッチ
11. ビンクスの酒 〜ルンバー海賊団ver.〜
12. ビンクスの酒 〜ブルックver.〜
歌:ブルック（チョー）
作詞：尾田栄一郎 / 作曲：田中公平 / 編曲：浜口史郎
13. ウィーアー 〜9人の麦わら海賊団篇〜
歌:9人の麦わら海賊団（田中真弓、中井和哉、岡村明美、山口勝平、平田広明、大谷育江、山口由里子、矢尾一樹、チョー）
作詞：藤林聖子 / 作曲：田中公平 / 編曲：根岸貴幸